# 11955 Russrobb
11955 Russrobb este un asteroid din centura principală de asteroizi.

## Descriere
11955 Russrobb este un asteroid din centura principală de asteroizi. A fost descoperit pe 8 februarie 1994 la Dominion Astrophysical Observatory de David D. Balam. Asteroidul prezintă o orbită caracterizată de o semiaxă mare de 2,40 ua, o excentricitate de 0,07 și o înclinație de 4,5° în raport cu ecliptica.